# Cajetan Baumann
Bruder Cajetan Baumann OFM (* 3. August 1899 in Grünkraut als Johann Baptist Baumann; † 9. Mai 1969 in New York City) war deutschstämmiger, US-amerikanischer Mönch und Architekt des Franziskanerordens, der vor allem in den USA, aber auch in anderen Ländern des amerikanischen Kontinents zahlreiche Kirchen und Ordensgebäude konstruierte.

## Leben
Baumann trat nach der Erfahrung des Ersten Weltkriegs, an dem er zwei Jahre als Pionier teilgenommen hatte, 1919 in den Franziskanerorden ein. Sein Noviziat absolvierte er im Kloster Frauenberg in Fulda. 1925 wurde er von seinem Orden nach New York geschickt, um als Kunsttischler und Holzschnitzer eine Kapelle zu gestalten. Von 1936 bis 1941 studierte er Architektur an der franziskanischen St.-Bonaventura-Universität in New York, den Master of Science-Abschluss erwarb er an der New Yorker Columbia-Universität, wo er dann in den Gremien der Architekturabteilung mitwirkte. Er lebte weiterhin als Mönch in seiner Ordensgemeinschaft, unterhielt ein Architekturbüro in New York, baute für die Kirche und beschäftige u. a. Gottfried Böhm 1951 während dessen New York-Aufenthalts als Mitarbeiter.
Baumann wurde als erster Kleriker Mitglied des American Institute of Architects, war Mitglied des US-amerikanischen Nationalkomitees für Sakralbauten, der nationalen Bildhauergesellschaft, des New Yorker Building Congress, des Aufnahmegremiums der Architektenkammer und US-amerikanischer Vertreter in der internationalem Kommission für die Restaurierung der Grabeskirche in Jerusalem.
Das muschelförmige Tragwerk des Daches seiner Kirche Holy Cross (1965) verweist auf die Bauform des Hauses der Kulturen (1957 von Hugh Stubbins Jr.) in Berlin. Seine expressionistischen Bauten machten ihn über den Orden hinaus bekannt. 1968 verlieh ihm die St.-Bonaventura-Universität die Ehrendoktorwürde.

## Werk
- 1949: St. Clare's Krankenschwester-Schule, ein siebengeschossiges Backsteingebäude, 426-432 West 52nd Street, Manhattan, New York, Baukosten $750,000.
- 1955: Krankenschwesterschule der St. Basil Ordensschwestern, eine fünfgeschossige Schule mit Penthouse Konvent, 215 East 6th Street, Manhattan, New York, Baukosten $1,500,000.
- 1959: St. Mary's Ruthenian Pfarrkirche, dreigeschossige Kirche mit Pfarrwohnung, 244-246 E 15th Street, Manhattan, New York, Baukosten $450,000.
- 1959–61: Immaculate Conception Seminar (Troy, New York), Umnutzung und Erweiterung eines ehemaligen Kloster mit Schule und Auditorium
- 1960: St. Stephen of Hungary's Kirche (New York City), viergeschossiges Pfarrhaus, 402-412 E 82nd Street, Manhattan, New York, for $300,000.
- 1962: Our Lady of Florida Passionist Kloster und Einkehrhaus, zweigeschossig, 1300 US Hwy 1 North Palm Beach Florida
- 1965: Holy Cross Pfarrkirche (Bronx, New York), 600 Soundview Avenue, Bronx, New York
- 1966: Anbau an das St. John’s Atonement Seminar, Montour Falls, New York
- St. Bonaventure Universität, Saint Bonaventure, New York:
  - Plassman Hall
  - Kloster (heute: Doyle Hall)
  - Christ the King Seminar (heute: Francis Hall)
  - Universität's Verwaltung (heute: Hopkins Hall)
- St. Anthony Schrein, Boston, MA

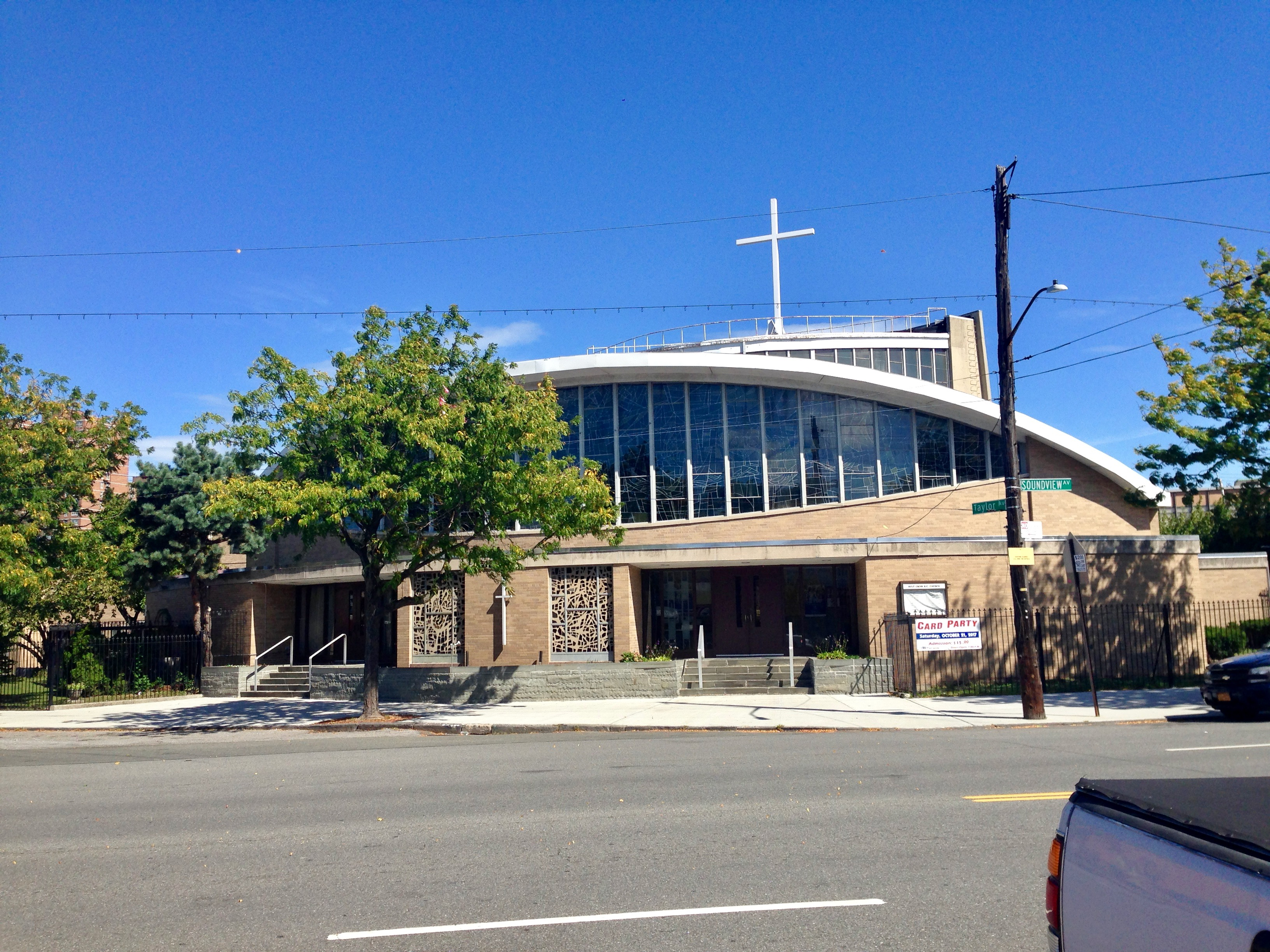
Holy Cross, Bronx – New York, katholische Pfarrkirche, 1965
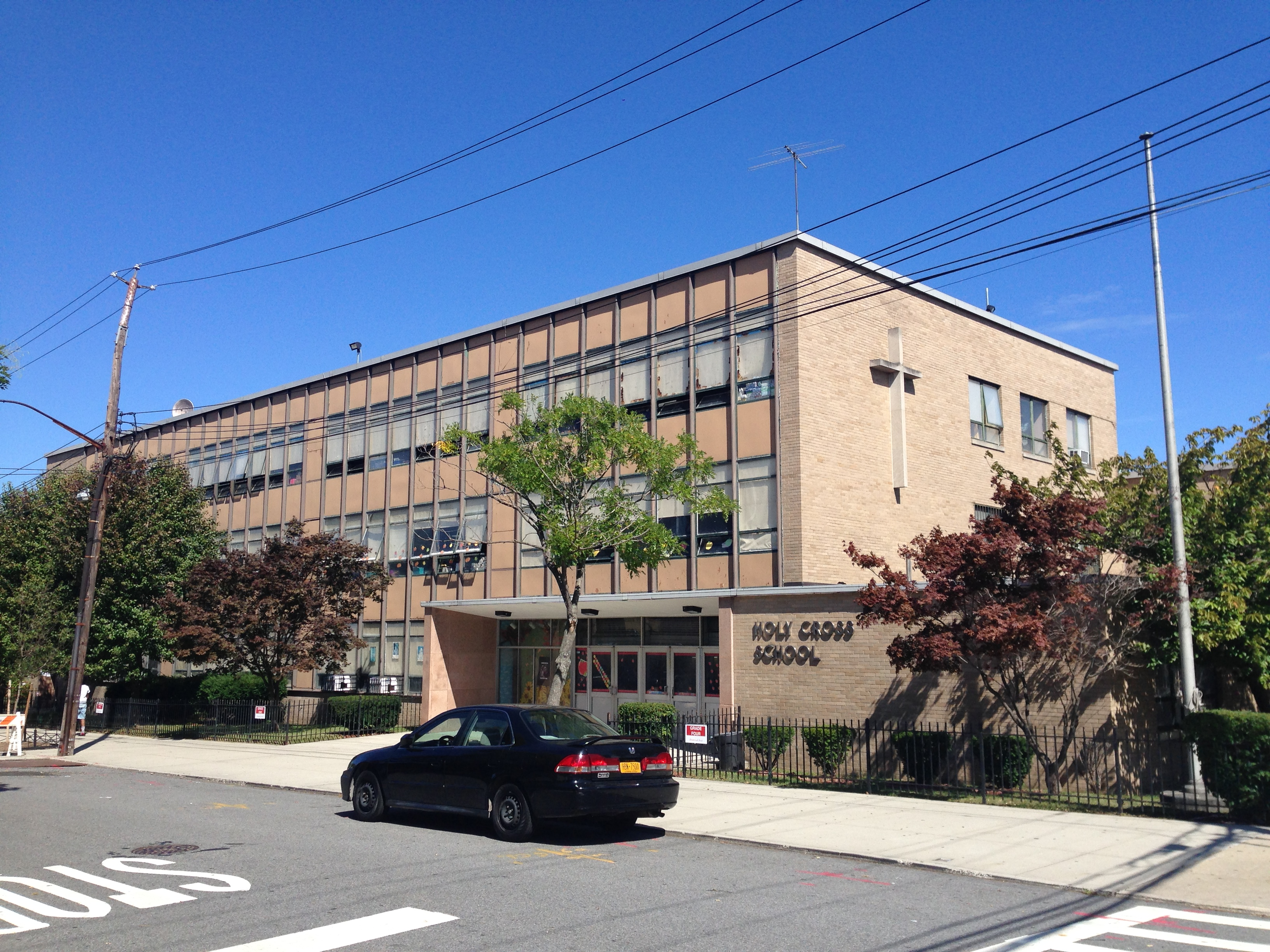
Holy Cross, Bronx, New York, Grundschule
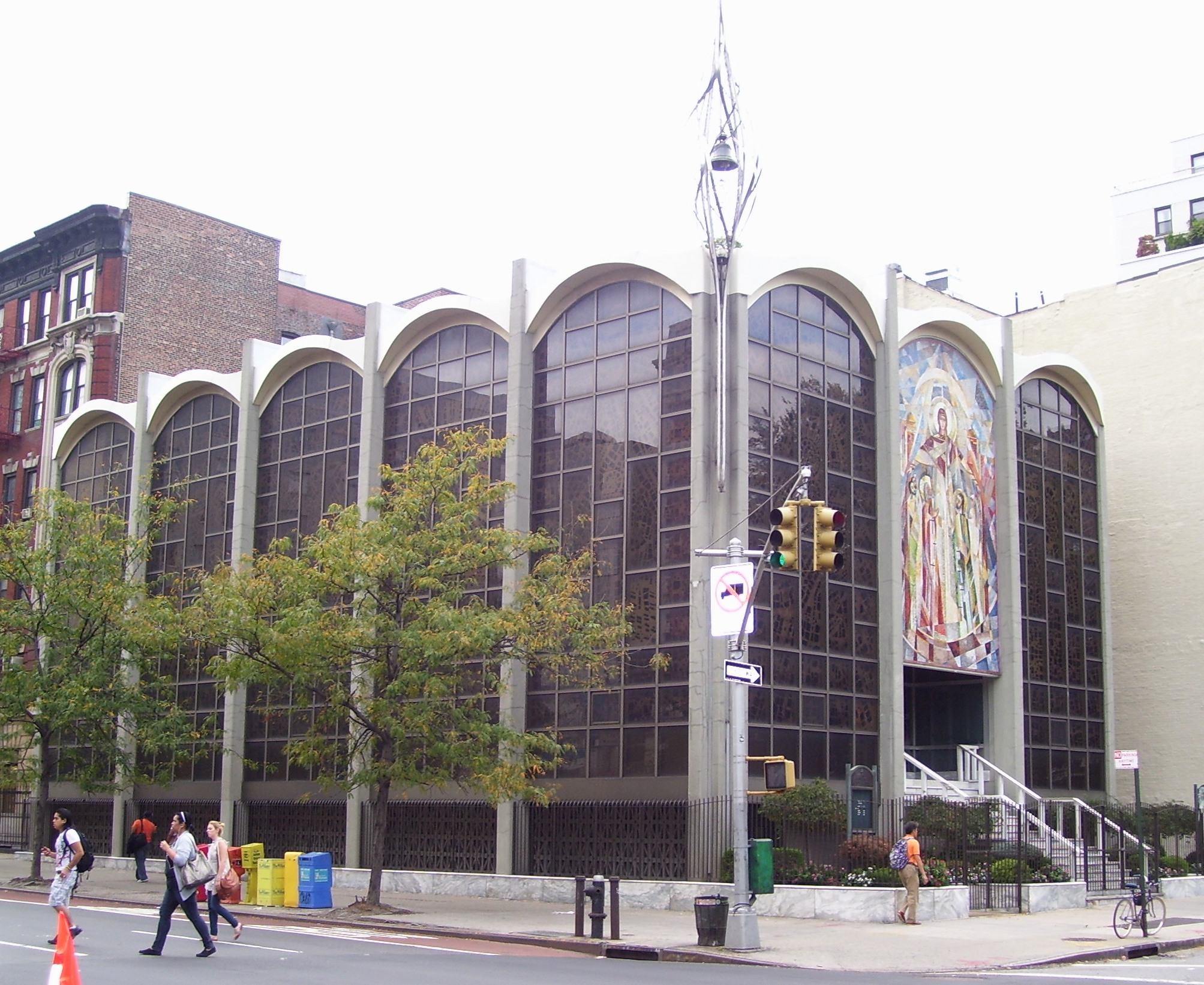
St. Mary's Byzantine Rite Catholic Church, Manhattan, New York, 1964
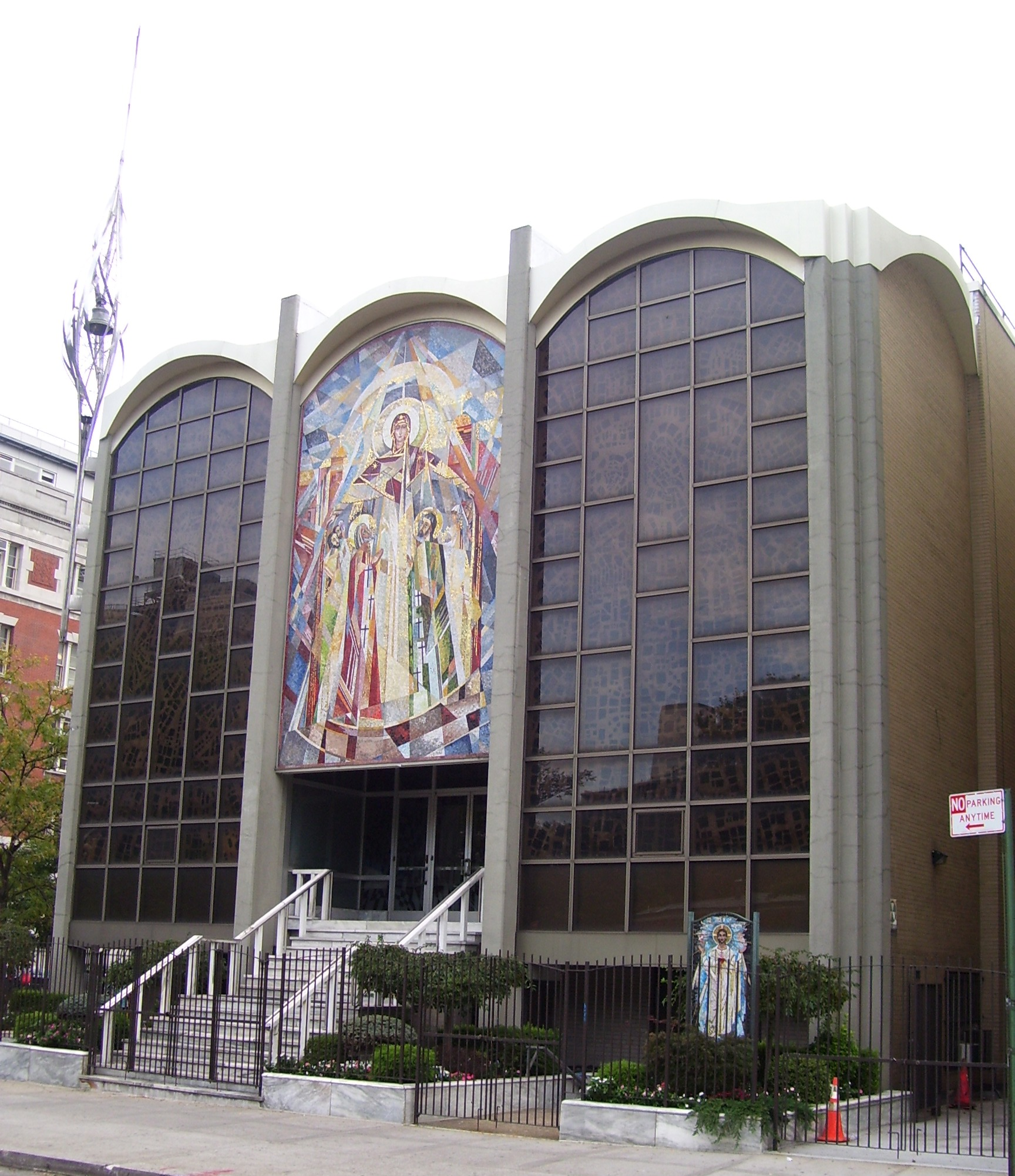
Portal St.Mary's Byzantine Rite Catholic Church, Manhattan, New York, 1964